# UltraMon
UltraMon — коммерческое приложение для пользователей Microsoft Windows с несколькими дисплеями. UltraMon разрабатывается компанией Realtime Soft, расположенной в городе Берн.
UltraMon на данное время содержит следующие возможности:
- Две дополнительные кнопки заголовков окон менеджмента окнами на мониторах
- Настраиваемая позиция кнопки
- Панели задач на каждом из мониторов
- Предопределенная позиция на мониторе для окна
- Предопределенные настройки мониторов
- Опции обоев
- Разные обои на мониторах
- Менеджер заставок для всех мониторов
- Дублирование экранов
- Преодолевание ограничения на 10 мониторов в системе

UltraMon - коммерческий продукт, требующий оплаты по истечении пробного срока (30 дней).
UltraMon 3.3.0 доступна под Windows XP, Vista, 7, и 8.